# Karl Seitz
Karl Josef Seitz ( [kaʁl zaɪ̯ʦ] (ajuda·info); Viena, 4 de setembro de 1869 – Viena, 3 de fevereiro de 1950) um político austríaco e primeiro chefe de Estado da República da Áustria, de 5 de Março de 1919 até 9 de dezembro de 1920.

## Juventude
Seitz nasceu em Viena, a então capital do Império Austro-Húngaro. Ele era filho de um pequeno comerciante de carvão em dificuldades. Após a morte prematura de seu pai, em 1875, a família foi lançada na pobreza abjeta, e Seitz teve que ser enviado para um orfanato.
Mesmo assim, recebeu educação adequada e ganhou uma bolsa de estudos para se matricular em uma faculdade de formação de professores na cidade de St. Pölten, na Baixa Áustria. Em 1888, ele conseguiu um emprego como professor de escola primária pública em Viena.
Já um franco social-democrata, foi várias vezes punido por seu ativismo político. Sua fundação de um sindicato de professores social-democratas em 1896 levou à sua delegação no Conselho de Educação da Baixa Áustria em 1897, o que levou ao seu término como professor, mais tarde naquele ano.

## Carreira política
Seitz agora se voltou para a política em tempo integral e se estabeleceu como um dos especialistas mais eminentes do partido em política educacional. Em 1901, Seitz foi eleito para o Conselho Imperial e, em 1902, para o parlamento provincial da Baixa Áustria. Após a eclosão da Primeira Guerra Mundial em 1914, Seitz desenvolveu pronunciadas tendências pacifistas e participou do Congresso dos Socialistas de Estocolmo em 1917.
Seitz entrou para a história em 1918, quando a Áustria-Hungria estava entrando em colapso e sua desintegração em Estados-nação independentes menores estava se tornando manifesta. Em 21 de outubro, os membros do Conselho Imperial que representam as províncias etnicamente alemãs do império moveram-se para formar uma Assembleia Nacional Provisória para seu estado de colapso paralisado. Em sua sessão constituinte, a Assembleia Nacional Provisória nomeou Seitz como um de seus três presidentes. Pouco mais de uma semana depois, em 30 de outubro, Seitz havia emergido informalmente como chefe de estado interino. Em 12 de novembro, o imperador Karl abdicou e a República da Áustria Alemã foi proclamada. Seitz, portanto, deixou de ser chefe de Estado interino e se tornou presidente provisório.

## Presidente
Quase simultaneamente, Seitz também foi nomeado presidente provisório do Partido dos Trabalhadores Social-democratas da Áustria, após a morte de seu pai, Victor Adler. Em 1919, seus cargos como presidente da Áustria e como presidente do partido foram formalizados.
Após a implementação da Constituição definitiva da Áustria em 1 de outubro de 1920, Seitz recusou-se a buscar a reeleição, deixando o cargo em 9 de dezembro. Ele, entretanto, não se aposentou da política e manteve sua presidência do partido e seu assento no recém-criado Conselho Nacional. Seitz agora dedicou sua atenção aos assuntos locais de Viena.

## Prefeito de Viena
Em 13 de novembro de 1923, foi eleito prefeito de Viena. 
Os programas de bem-estar e educação públicos extensos e administrados com competência que ele implementou, especialmente promovendo a construção de residências, foram muito populares, até mesmo pelos adversários de seu partido, e foram lembrados positivamente por décadas.

## Vida pessoal
Karl Seitz casou-se com Emma Seidel, filha de Amalie Seidel, uma das primeiras mulheres membros do parlamento austríaco.

## Vida posterior
Quando o país se tornou uma ditadura austrofascista em 1934 e a insurreição da social-democracia contra o governo federal não teve sucesso, o Partido dos Trabalhadores Social-democratas foi declarado ilegal. Tendo assim perdido a presidência do partido, Seitz também foi destituído de seu posto de prefeito e levado sob custódia, para ser libertado sem acusações algumas semanas depois. Embora a maioria dos vienenses considerasse sua destituição do cargo ilegítima, a carreira política de Seitz havia essencialmente chegado ao fim.

Continuando a viver em Viena, Seitz testemunhou o Anschluss com a Alemanha nazista em 1938 e a eclosão da Segunda Guerra Mundial em 1939. Houve contatos com o importante grupo de resistência (grupo Maier-Mesner, CASSIA) em torno do padre mais tarde executado Heinrich Maier, que estava em contato com o serviço secreto americano OSS. O padre Maier montou uma rede de informações para receber informações importantes e realizar planos políticos para o pós-guerra. Em 1944, ele foi colocado sob prisão pela segunda vez e, por um tempo, foi até mesmo preso no campo de concentração de Ravensbrück, apenas para voltar novamente a Viena quando a Alemanha nazista finalmente entrou em colapso, em maio de 1945. Embora agora doente, Seitz serviu ao recém-criado Partido Social-Democrata da Áustria como seu presidente honorário e membro nominal do Conselho Nacional até sua morte, aos 80 anos de idade.